# Arciprestazgo de Arcos de la Frontera
El Arciprestazgo de Arcos de la Frontera, es un arciprestazgo español que está bajo la jurisdicción del Obispado de Asidonia-Jerez y está compuesto por las siguientes parroquias:
| Población            | Parroquia                                    |
| -------------------- | -------------------------------------------- |
| Algar                | Iglesia de Santa María de Guadalupe          |
| Arcos de la Frontera | Basílica menor de Santa María de la Asunción |
| Arcos de la Frontera | Iglesia de María Auxiliadora                 |
| Arcos de la Frontera | Iglesia de San Francisco                     |
| Arcos de la Frontera | Iglesia de San Pedro                         |
| Jédula               | Iglesia de San Isidro                        |
| Bornos               | Iglesia de Santo Domingo de Guzmán           |
| Coto de Bornos       | Iglesia de San Juan de Ribera                |
| Espera               | Iglesia de Santa María de Gracia             |
| Puerto Serrano       | Iglesia de Santa María Magdalena             |
| Villamartín          | Iglesia de Nuestra Señora de las Virtudes    |